# Juli 1937
| Deze maand |
| --- |
| - Controle non-interventie Spanje op losse schroeven - Begin Chinees-Japanse oorlog - Verenigd Koninkrijk en Duitsland sluiten vlootakkoord |

De volgende gebeurtenissen speelden zich af in juli 1937. 
- 1 - De Nederlandse tijd wordt verschoven, zodat hij 20 minuten verschilt van de West-Europese Tijd. Dit was tot dan toe 19 minuten en 32 seconden.
- 1 - Martin Niemöller wordt wegens zijn verzet tegen de regeringsmaatregelen op kerkgebied gearresteerd wegens het creëren van publieke onrust en opruiing.
- 1 - In een referendum wordt de nieuwe grondwet in Ierland aangenomen.
- 2[1] - In Irak eindigt een kabinetscrisis met het aftreden van en de vervanging van 5 ministers.
- 2 - Duitsland en Italië verwerpen het plan om slechts Frankrijk en het Verenigd Koninkrijk de controle op niet-inmenging in de Spaanse Burgeroorlog te laten uitvoeren. Een voorstel van deze landen de beide partijen oorlogsrechten toe te kennen, wordt door de overige leden met uitzondering van Portugal verworpen.
- 3[1] - In het vervolg kunnen geen Noorse ministers meer lid zijn van het comité dat de Nobelprijs voor de Vrede toekent.
- 3[1] - De Evangelische Kerken in Duitsland komen onder financiële curatele van de staat.
- 4 - Er wordt een bomaanslag gepleegd op de Portugese leider António de Oliveira Salazar. Hij is ongedeerd.
- 4 - De Amerikaanse minister van arbeid Frances Perkins verklaart dat sit-down stakingen onwettig zijn.
- 6[1] - Maurice Raichenbach verslaat Ben Springer in een tweekamp om de wereldtitel dammen, en blijft dus wereldkampioen.
- 6 - In Nederland wordt het Ministerie van Algemene Zaken ingesteld. Premier Hendrikus Colijn wordt minister op dit departement.
- 7 - Marco Polobrugincident: Bij de Marco Polobrug nabij Wanping komen Chinese en Japanse troepen met elkaar tot strijd. De volgende dagen gaat de strijd door, met een aantal wapenstilstanden en verbrekingen daarvan.
- 9[1] - In Opper-Silezië worden discriminerende maatregelen tegen de Joden ingevoerd. Ze waren hier tot nog toe verboden vanwege een verdrag met Polen, maar dat verdrag is recentelijk afgelopen.
- 9 - In de problemen in de non-interventiecommissie rond de Spaanse Burgeroorlog wordt Lord Plymouth, en dus het Verenigd Koninkrijk, als bemiddelaar aangewezen.
- 9 - In de Sovjet-Unie wordt een nieuwe kieswet goedgekeurd.

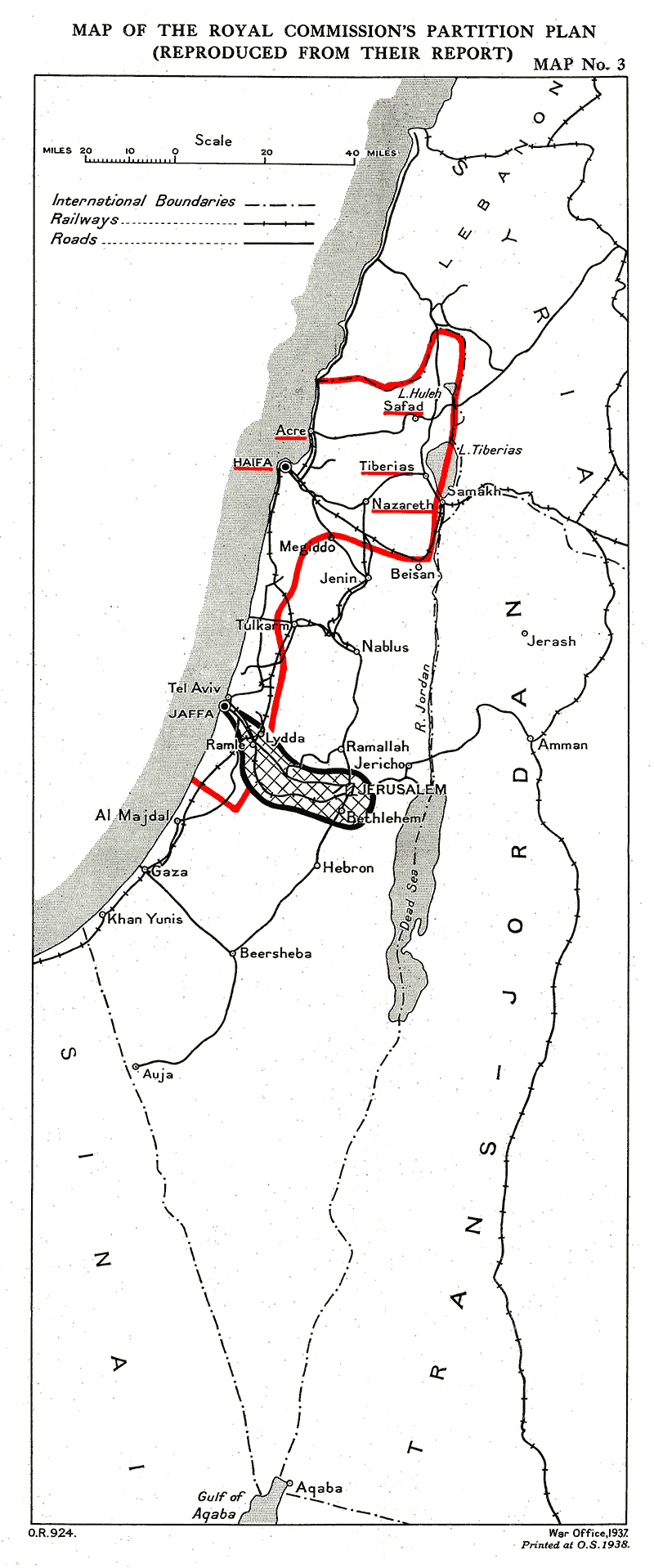
Voorgestelde verdeling van Palestina

- 10[1] - De Commissie-Peel publiceert haar voorstel voor een verdeling van Palestina. Het oosten wordt verenigd met Transjordanië, het westen komt aan de Joden en de Britten houden het mandaat over een enclave rond Jeruzalem en Bethlehem met een corridor naar de zee bij Jaffa. Zowel van Joodse als van Arabische wijze wordt het voorstel sterk verworpen.
- 10 - Duitsland en Oostenrijk sluiten een persakkoord. Alle materiaal dat potentieel aanstoot geeft in het andere land wordt gecensureerd.
- 10 - Martin Niemöller wordt uit de gevangenis ontslagen, maar door de Gestapo onmiddellijk opnieuw gearresteerd.
- 11[1] - De Carnegie Wateler Vredesprijs wordt toegekend aan Robert Baden-Powell.
- 11 - In verband met de oplaaiende gevechten besluit Japan meer troepen naar Noord-China te zenden.
- 11 - Kardinaal Eugenio Pacelli wijdt de Basiliek van Sainte-Thérèse de Lisieux in.
- 13 - De controle op de non-interventie in de Spaanse Burgeroorlog langs de Frans-Spaanse grens wordt gestaakt.
- 14[1] - De Verenigde Staten en China sluiten een monetaire overeenkomst. Om de verhouding tussen de beide valuta's te stabiliseren zullen de Verenigde Staten Chinees zilver opkopen.
- 14 - Drie Russische piloten vliegen van Moskou over de Noordpool naar San Francisco, en verbeteren daarmee het record voor de langste vlucht tot 10.860 kilometer.
- 15 - In Nederland wordt het Ministerie van Landbouw en Visserij opgeheven, en gevoegd bij het Ministerie van Handel, Nijverheid en Scheepvaart, dat wordt hernoemd tot Ministerie van Economische Zaken.
- 16[1] - De Belgische minister van justitie Victor de Laveleye treedt af.
- 17 - Het Verenigd Koninkrijk en Duitsland sluiten een vlootakkoord, waarin de grootte van de Duitse vloot geregeld wordt.
- 17 - Japan legt haar eisen voor in de strijd met China.
- 17 - In München wordt het Haus der Deutschen Kunst ingewijd.
- 17 - Bij een aanslag op de Poolse politicus Adam Koc komt de dader om het leven.
- 19 - China verwerpt de Japanse eisen, in het bijzonder de demilitarisatie van Hopei, en stelt een wapenstilstand en onderhandelingen voor.
- 20[1] - Bolivia heeft een nieuwe regering.
- 21[1] - Iran, Irak, Turkije en Afghanistan sluiten een niet-aanvalsverdrag.
- 23[1] - Victor Maistriau neemt de opengevallen positie van Belgisch minister van justitie op zich.
- 24[1] - Aan de Belgische militaire academie worden verplichte Nederlandse taalcursussen ingesteld.
- 24 - El Salvador besluit uit de Volkenbond te treden.
- 25[1] - De Senaat verwerpt president Roosevelts plannen inzake de benoeming van nieuwe rechters voor het Hooggerechtshof.
- 25 - Uit protest tegen het concordaat met het Vaticaan, excommuniceren de Servisch-Orthodoxe bisschoppen premier Milan Stojadinović van Joego-Slavië en alle orthodoxe leden van zijn kabinet.
- 25 - De Nationalisten veroveren stellingen in Brunete, waarmee de Republikeinse positie in Madrid ernstig verzwakt wordt.
- 25 - De Republikeinen bombarderen Barcelona.
- 25 - De Tour de France wordt gewonnen door Roger Lapébie.
- 26[1] - In Duitsland wordt de ijzerertsproductie genationaliseerd.
- 26 - Spanje weigert Duitse en Italiaanse waarnemers op de non-interventie in haar havens toe te staan. De besprekingen in de non-interventiecommissie lopen al vast bij het vaststellen van de agenda.
- 28 - Het KLM-vliegtuig Flamingo, onderweg van Amsterdam naar Parijs, verongelukt bij Halle. Alle 5 bemanningsleden en 10 passagiers komen om.
- 29 - Koning Faroek van Egypte wordt meerderjarig. Hij legt de eed van trouw aan de grondwet af, en krijgt de volledige soevereine rechten.
- 30 - De non-interventiecommissie komt opnieuw vergeefs bijeen. Duitsland wenst erkenning van de Nationalisten als oorlogvoerende partij, de Sovjet-Unie kan dit slechts accepteren als eerst de vrijwilligers zijn teruggetrokken. Duitsland wenst echter erkenning voor voltooide terugtrekking.
- 31 - De Wereldjamboree in Vogelenzang wordt geopend.

en verder:
- Egypte versterkt de defensie, onder meer langs de grens met Libië.
- De onlusten in Waziristan (Brits Indië) duren voort.
- Gibraltar is omringd door zware Nationalistische versterkingen, gebouwd met Duitse hulp.
- Vanuit Tibet wordt bevestigd dat de nieuwe reïncarnatie van de dalai lama, een jongen van 2 jaar oud (Tenzin Gyatso), is gevonden.

<< · januari · februari · maart · april · mei · juni · juli · augustus · september · oktober · november · december · >>